# Allesø Sogn

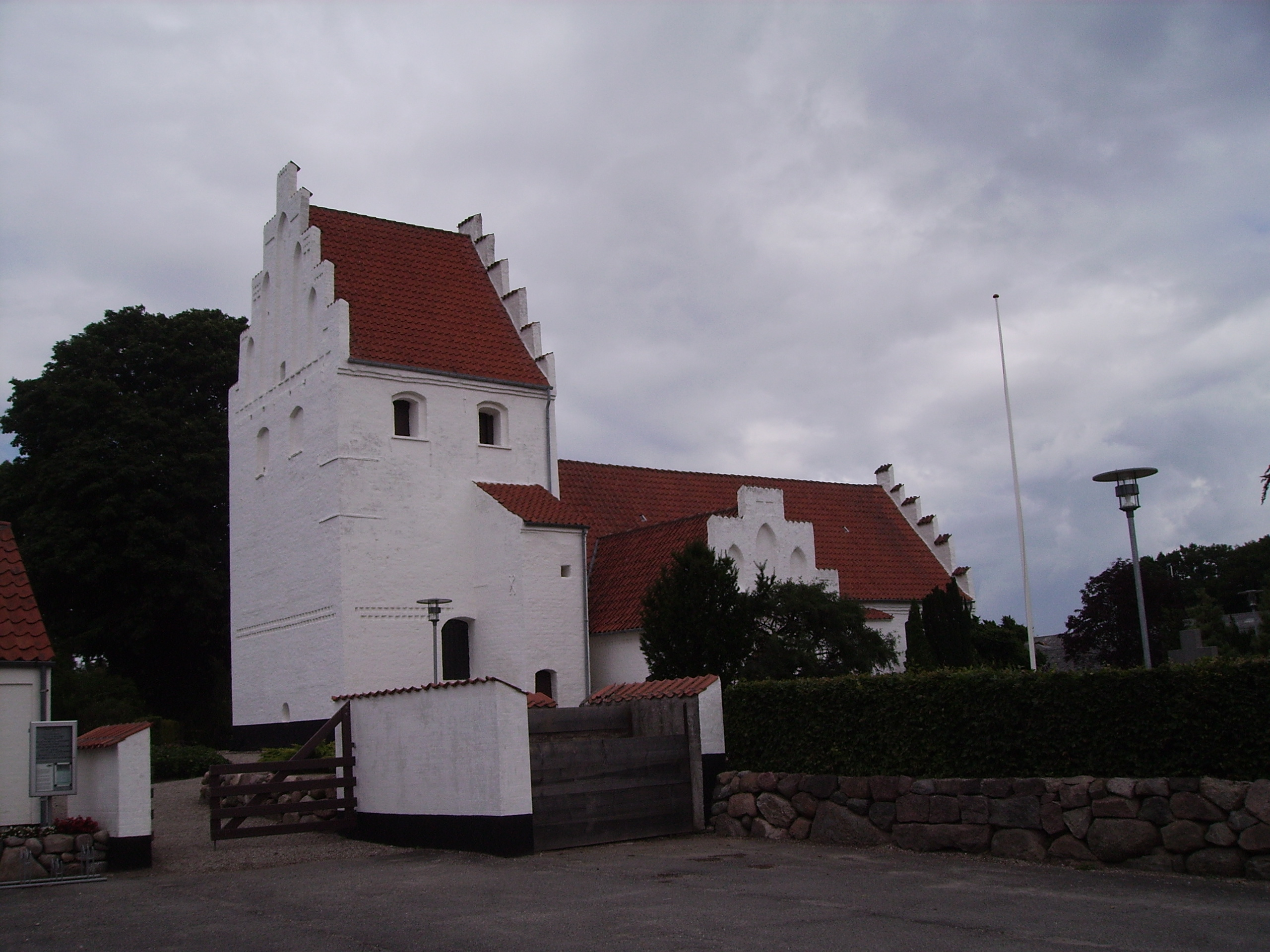
Allesø Kirke

Allesø Sogn (früher auch: Allese Sogn) ist eine Kirchspielsgemeinde (dän.: Sogn) auf der Insel Fyn (dt.: Fünen) im südlichen Dänemark. Bis 1970 gehörte sie zur Harde Lunde Herred im damaligen Odense Amt, danach zur Odense Kommune im Fyns Amt, die im Zuge der  Kommunalreform zum 1. Januar 2007 Teil der Region Syddanmark geworden ist.
Im Kirchspiel leben 429 Einwohner, davon 272 im Kirchdorf (Stand: 1. Januar 2023). Im Kirchspiel liegt die Kirche „Allesø Kirke“.
Nachbargemeinden sind im Osten Lumby Sogn und im Süden Næsbyhoved-Broby Sogn, ferner in der nördlich angrenzenden Nordfyns Kommune  im Nordwesten Søndersø Sogn und im Nordosten Lunde Sogn (Nordfyns Kommune).